# Triathlon na Światowych Wojskowych Igrzyskach Sportowych 2019
Triathlon na Światowych Wojskowych Igrzyskach Sportowych 2019 – zawody, które odbywały się w chińskim Wuhanie w dniu 27 października 2019 roku podczas igrzysk wojskowych. Zawody zostały rozegrane na obiekcie Jiangxia District Liangzihu Lake Triathlon Venue.

## Harmonogram
| Październik | 18 | 19 | 20 | 21 | 22 | 23 | 24 | 25 | 26 | 27 |
| ----------- | -- | -- | -- | -- | -- | -- | -- | -- | -- | -- |
| Triathlon   |    |    |    |    |    |    |    |    |    | 5  |

| F | Finał (ilość) |

## Konkurencje
Kobiety
- indywidualnie, drużyna

Mężczyźni
- indywidualnie, drużyna

Mist
- drużyna mieszana

## Medaliści
Mężczyźni
| Konkurencja   | Złoto                                                           | Srebro                                                        | Brąz                                                  |
| Indywidualnie | Francja · Pierre Le Corre                                       | Belgia · Marten van Riel                                      | Francja · Dorian Contnx                               |
| Drużynowo     | Rosja · Igor Polańskij · Dmitry Polańskij · Aleksandr Briukanow | Francja · Pierre Le Corre · Dorian Contnx · Thomas Pietetrera | Brazylia · Kaue Willy · Diogo Sclebin · Matheus Diniz |

Kobiety
| Konkurencja   | Złoto                                                    | Srebro                                                              | Brąz                                 |
| Indywidualnie | Szwajcaria · Jolanda Annen                               | Rosja · Elena Daniłowa                                              | Brazylia · Vittoria Lopes            |
| Drużynowo     | Brazylia · Vittoria Lopes · Luisa Duarte · Beatriz Neres | Rosja · Elena Daniłowa · Anastazja Abrozimowa · Anastazja Gorbunowa | Chiny · Zhang Yi · Wei Wen · Wu Qing |

Mist
| Konkurencja | Złoto                                                                            | Srebro                                                                 | Brąz                                                 |
| Drużynowo   | Rosja · Elena Daniłowa · Igor Polańskij · Dmitry Polańskij · Aleksandr Briukanow | Brazylia · Vittoria Lopes · Kaue Willy · Diogo Sclebin · Matheus Diniz | Chiny · Zhang Yi · Li Mingxu · Bai Faquan · Xu Zheng |

## Klasyfikacja medalowa
* Gospodarz zawodów został zaznaczony tym kolorem.
| Miejsce           | Reprezentacja     | Złoto | Srebro | Brąz | Razem |
| ----------------- | ----------------- | ----- | ------ | ---- | ----- |
| 1                 | Rosja             | 2     | 2      | 0    | 4     |
| 2                 | Brazylia          | 1     | 1      | 2    | 4     |
| 3                 | Francja           | 1     | 1      | 1    | 3     |
| 4                 | Szwajcaria        | 1     | 0      | 0    | 1     |
| 5                 | Belgia            | 0     | 1      | 0    | 1     |
| 6                 | Chiny *           | 0     | 0      | 2    | 2     |
| Ogółem (6 państw) | Ogółem (6 państw) | 5     | 5      | 5    | 15    |

Źródło